# Jakob Christian Schlotterbeck

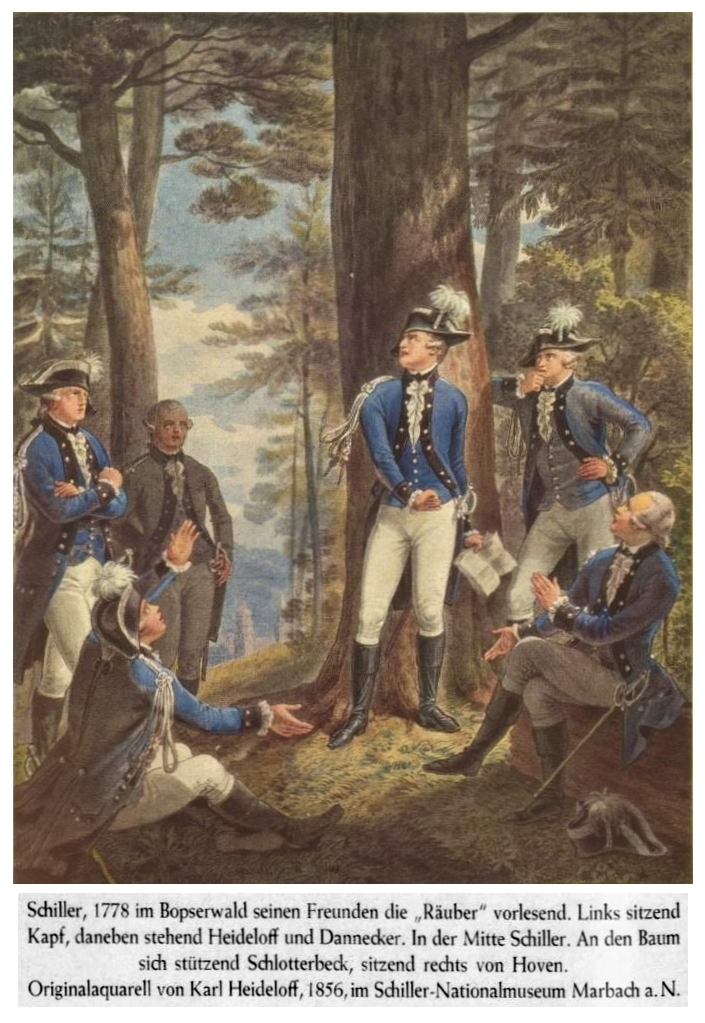

Jakob Christian Schlotterbeck (* 23. Juli 1757 in Böblingen; † 15. August 1811 ebenda) war ein deutscher Porträtmaler und Kupferstecher im Herzogtum Württemberg.

## Biografie
Jakob Christian Schlotterbeck wurde als Sohn eines Maurers geboren. Im Alter von 17 Jahren kam er 1774 auf die von Herzog Carl Eugen gegründete Hohe Karlsschule auf der Solitude. Vor der Aufnahme passte Schlotterbeck angeblich den Fürsten auf dem Weg zu dessen Böblinger Jagdschloss ab, um ihm sein selbstgemaltes Bild Hirsch in dichtem Baumschatten zu übergeben.
Neben Schlotterbeck waren mit Johann Daniel Reitter, welcher später Forstrat sowie in den Adelsstand erhoben wurde, und Ernst Häußler (1761–1837), Cello-Virtuose und späterer Königlich Bayerischer Musikdirektor in Augsburg, zwei weitere Böblinger auf der Karlsschule. Dort trafen sie mit Friedrich Schiller den heute bekanntesten Schüler der Akademie. Dieser las 1778 seinen Freunden Schlotterbeck, Viktor Heideloff, Johann Heinrich Dannecker, Joseph Kapf und Friedrich von Hoven im Bopserwald aus seinem entstehenden Werk Die Räuber vor. Heideloff fertigte von diesem Moment sein Aquarell Schiller liest die Räuber im Bopserwald an.
Ursprünglich wohl vom Gedanken getragen, wie Schiller Medizin zu studieren, trat Schlotterbeck jedoch bald in die von Johann Gotthard Müller (1747–1830) geführte Abteilung für Kupferstecherei ein. Nach Abschluss seiner Ausbildung erhielt er im Alter von 24 Jahren eine Anstellung an der Kupferstecher- und Kupferdruckanstalt der Hohen Karlsschule und wurde 1782 zum Hofkupferstecher ernannt. Dort hatte er von 1788 bis 1794 einen Lehrauftrag inne. Im gleichen Jahr schloss Herzog Ludwig Eugen, jüngerer Bruder des zwischenzeitlich verstorbenen Carl Eugen, die Karlsschule.
Die Schließung der Hohen Karlsschule bedeutete für Schlotterbeck einen Karriereknick, von dem er sich nicht mehr vollständig erholen konnte. Mit Ehefrau und vier Kindern zog er verbittert nach Böblingen zurück. Einer Petition Schlotterbecks vom 18. Juni 1797 ist zu entnehmen, dass er Herzog Ludwig Eugen um die gnädige Überlassung eines Locariums, ein sog. Mietüberlassung, im Dienerflügel des Böblinger Schlosses bat, da er durch Verlust der Anstellung die Möglichkeit zum Lebensunterhalt verloren hatte. Ludwig Eugen entsprach dem Gesuch und übertrug Schlotterbeck gleichzeitig das Amt des Kastellans. Schlotterbeck versuchte in den Folgejahren in Stuttgart, eine private Kunstschule zu eröffnen, was jedoch erfolglos eingestellt wurde. Enttäuscht starb er 1811 in Böblingen, wo heute eine Straße nach ihm benannt ist. Sein Sohn Friedrich wurde ebenfalls Maler und bewahrte in einem Zimmer des Böblinger Schlosses eine Sammlung von Werken Jakob Schlotterbecks auf. Das Schloss wurde teilweise 1840 abgebrochen und schließlich bei einem Luftangriff im Zweiten Weltkrieg am 8. Oktober 1943 zerstört.

## Werk
Schlotterbeck wurde primär als Porträtmaler bekannt. Zu dieser Disziplin wurde ihm Mutmaßungen zufolge von Johann Friedrich August Tischbein geraten. Sein bekanntestes Werk ist das 1782 gemalte Porträt Herzog Carl Eugens. Auf diesem Gemälde trägt der Herzog eine rote Schärpe und einen großen Ordensstern. Der Fürst wird hier verantwortungsbewusst und gütig dargestellt. Ein bekanntes Bildnis fertigte Schlotterbeck jedoch auch von einem Gegner des Herzogs an, dem württembergischen Staatsrechtslehrer und Pietisten Johann Jakob Moser. Dieser war unter Carl Eugen fünf Jahre auf der Festung Hohentwiel inhaftiert, da er den ständischen Widerstand gegen die absolutistischen Bestrebungen des Regenten mit anführte. Schlotterbeck porträtierte auch den Wasserbauingenieur Karl August Friedrich von Duttenhofer, der mit ihm die Hohe Karlsschule besucht hatte, und dessen Ehefrau Sibylle.

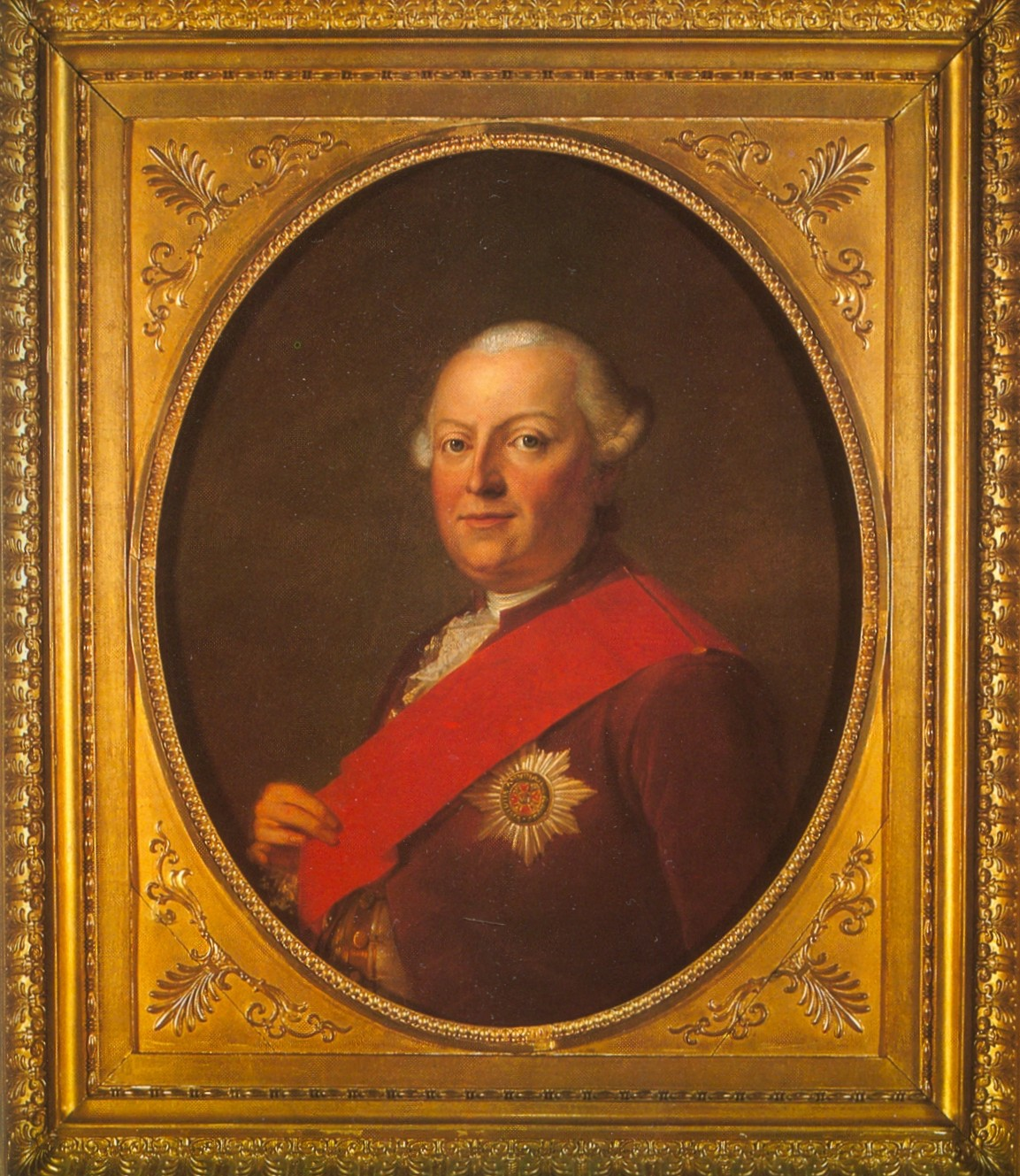
Porträt des Herzogs Carl Eugen
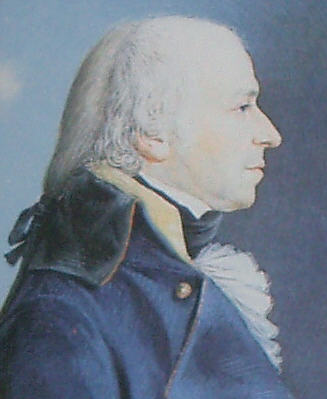
Duttenhofer im Jahr 1807
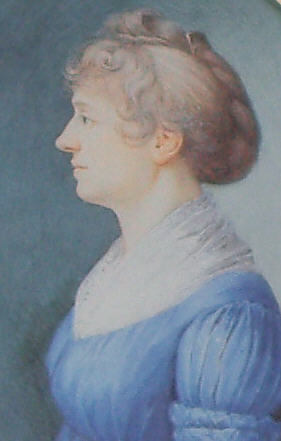
Duttenhofers Frau 1807